# Lando Bartolini
Lando Bartolini (Prato, 11 aprile 1937 – Pistoia, 28 giugno 2024) è stato un tenore italiano.

## Biografia
Lando Bartolini nacque l'11 aprile 1937 a Prato in una famiglia di cinque tra fratelli e sorelle. Figlio di un sarto e barbiere, anche il fratello Lino fu un cantante, arrivando fino alla finale del Festival di Sanremo 1962 con lo pseudonimo di Rocco Montana. Studiò da giovane la fisarmonica e lavorò all'impresa tessile di famiglia. Sposatosi nel 1966, si trasferì in seguito negli Stati Uniti a Filadelfia, lavorando nella meccanica. Alla morte del fratello Lino in un incidente stradale, nel 1967 iniziò a frequentare la Music School di Filadelfia, con lo scopo di diventare cantante lirico.
Dopo solo un anno vinse il concorso Mario Lanza, dimostrando, pur dopo un breve periodo di studio, di avere una innata tecnica vocale e venne ammesso alla prestigiosa Academy of Vocal Arts; particolarmente importante risultò in seguito l'insegnamento di Nicola Moscona, noto basso del teatro Metropolitan di New York.
Il debutto nell'opera avvenne il 17 ottobre 1968 al Teatro St. Joseph di Filadelfia come protagonista de Il tabarro. Nel 1973 fu protagonista nell'Iris di Pietro Mascagni al Gran Teatre del Liceu di Barcellona. La sua carriera si sviluppò ben presto su tutti i più prestigiosi palcoscenici del mondo. Il primo vero contratto lo ottenne al teatro di St. Gallen in Svizzera, interpretando Attila e Gianni Schicchi in tedesco e poi La bohème in italiano. Poi fu la volta della New York City Opera, dove rimase tre anni debuttando con Cavalleria rusticana e a seguire con La bohème, Madama Butterfly, La traviata, Rigoletto, Tosca. Altro ruolo importante fu quello di Radames, nel quale debuttò il 13 ottobre 1979 a Monterrey.
Il debutto in Italia avvenne il 30 dicembre 1982 al Teatro alla Scala in Ernani, per la regia di Luca Ronconi. Nel maggio del 1983 debuttò al Teatro Colón di Buenos Aires ne Il tabarro e nel luglio dello stesso anno all'Arena di Verona in Aida. Seguirono altri importanti debutti: nel 1986 al Teatro San Carlo di Napoli in Andrea Chénier e a Tokyo con l'orchestra dell'Opera di Vienna in Manon Lescaut, diretto da Giuseppe Sinopoli. Nel febbraio 1987 al Teatro San Carlos di Lisbona con Turandot, nel marzo all'Opéra di Parigi in Don Carlo, nel dicembre 1988 al Metropolitan Opera di New York in Aida e nel luglio 1989 a Caracas con Cavalleria rusticana e Pagliacci. Il giornale locale "El Universal" così si espresse: "....Però le più grandi emozioni vennero dalle interpretazioni di Turiddu e di Canio del tenore Lando Bartolini. La voce ricorda il miglior Del Monaco, però senza i suoi eccessi. Canta con virilità, volume, estensione e timbro eccitanti".
Nel 1990 esordì in diversi teatri, specialmente italiani: in febbraio al Teatro Bellini di Catania con Il trovatore, nel marzo al Teatro Regio di Parma in Ernani, in luglio al Teatro Regio di Torino con Aida. Nel 1991 debuttò nella sua Toscana al Comunale di Firenze in Cavalleria rusticana, nel 1992 a San Francisco ne La forza del destino. Nel febbraio 1993 fu alla Washington Opera in Turandot e nell'aprile all'Opera di Roma ne Il trovatore. Nel 1994 cantò a Sydney in Turandot. Nel gennaio del 1995, ancora con Turandot, fu al Metropolitan Opera e tornò all'Arena di Verona, così recensita dal giornale "L'Arena": "Maiuscola la prestazione di Lando Bartolini, un Calaf pieno di fresca energia pur senza gli inutili esibizionismi di cui talvolta il principe ignoto è vittima. In ottima forma vocale, il tenore ha ottenuto un pieno successo personale con il suo "Nessun dorma", acclamatissimo dal pubblico".
Nel 1996 debuttò in Otello ad Alessandria d'Egitto con la regia di Giancarlo Del Monaco (figlio di Mario). Di particolare rilievo fu la Turandot al Comunale di Firenze nel 1997, preceduta da un grande interesse internazionale, anche per il debutto in una regia operistica di Zhang Yimou e la direzione d'orchestra di Zubin Mehta: questa produzione fu replicata poi trionfalmente nel 1998 a Pechino nella Città Proibita. Nel giugno 2001 altro debutto al teatro di Varsavia, ancora con Otello. Nel dicembre 2002 cantò a Tokyo ne Il trovatore e nel 2003 ad Atene come Calaf.
Il 25 novembre 2003, al Lincoln Center di New York, partecipò come protagonista alla prima americana di Guglielmo Ratcliff. Il 20 novembre 2004 debuttò a Torino ne La cena delle beffe; F. Corsaro su La Stampa scrisse: "Tra i protagonisti ha spiccato in assoluto il tenore Lando Bartolini, un veterano del difficile ruolo di Calaf, che lo qualifica insuperabile per numero di recite. In questa opera, nel ruolo di Giannetto, ha svettato con squilli penetranti nell'alta tessitura del primo atto, destreggiandosi poi nell'aria "Non è ancora la vita un gioco di morte?" e applaudito ancor più per l'intonatissimo acuto finale".
Si distinse particolarmente in Aida, che interpretò in più di 240 recite; a seguire Turandot con 179 e Il trovatore con 160, oltre a titoli in particolare verdiani e pucciniani, per un totale di 49 ruoli.
Morì nella sua casa a Pistoia la notte del 28 giugno 2024 all'età di 87 anni.

## Repertorio
| Ruolo                | Titolo                  | Autore      |
| -------------------- | ----------------------- | ----------- |
| Pollione             | Norma                   | Bellini     |
| Don José             | Carmen                  | Bizet       |
| Faust                | Mefistofele             | Boito       |
| Andrea Chénier       | Andrea Chénier          | Giordano    |
| Giannetto Malespini  | La cena delle beffe     | Giordano    |
| Canio                | Pagliacci               | Leoncavallo |
| Turiddu              | Cavalleria rusticana    | Mascagni    |
| Guglielmo Ratcliff   | Guglielmo Ratcliff      | Mascagni    |
| Osaka                | Iris                    | Mascagni    |
| Cavaliere Des Grieux | Manon Lescaut           | Puccini     |
| Rodolfo              | La bohème               | Puccini     |
| Mario Cavaradossi    | Tosca                   | Puccini     |
| B.F. Pinkerton       | Madama Butterfly        | Puccini     |
| Dick Johnson         | La fanciulla del West   | Puccini     |
| Luigi                | Il tabarro              | Puccini     |
| Rinuccio             | Gianni Schicchi         | Puccini     |
| Calaf                | Turandot                | Puccini     |
| Merôdach             | Semirâma                | Respighi    |
| Cantante italiano    | Il cavaliere della rosa | Strauss     |
| Ernani               | Ernani                  | Verdi       |
| Foresto              | Attila                  | Verdi       |
| Rodolfo              | Luisa Miller            | Verdi       |
| Duca di Mantova      | Rigoletto               | Verdi       |
| Manrico              | Il trovatore            | Verdi       |
| Alfredo Germont      | La traviata             | Verdi       |
| Gabriele Adorno      | Simon Boccanegra        | Verdi       |
| Don Alvaro           | La forza del destino    | Verdi       |
| Don Carlo            | Don Carlo               | Verdi       |
| Radamès              | Aida                    | Verdi       |
| Otello               | Otello                  | Verdi       |
| Gösta Berling        | I cavalieri di Ekebù    | Zandonai    |